# NGC 5198
NGC 5198 este o galaxie eliptică situată în constelația Câinii de Vânătoare. A fost descoperită în 12 mai 1787 de către William Herschel. Se află la o distanță de 39,6 de megaparseci de Pământ.